# Wystawa Zdobyczy Wojennych w Poznaniu
Wystawa Zdobyczy Wojennych w Poznaniu (niem. Kriegsbeute-Ausstellung Posen) – wystawa zorganizowana w 1917 na terenie ogrodu i restauracji tzw. établissement „Friedrichspark” (Park Fryderykowski), którego właścicielem od 1908 był żydowski przemysłowiec Artur Kronthal, który z kolei dzierżawił obiekt Gustavowi Gaumerowi. Położony był przy ówczesnej Auguste-Victoria-Straße (obecnie ul. Grunwaldzkiej) w Poznaniu.

## Historia
Wystawa Zdobyczy Wojennych w Poznaniu, trwająca od 11 sierpnia 1917 do 7 października 1917, była propagandową ekspozycją prezentującą sukcesy armii niemieckich osiągnięte na poszczególnych frontach I wojny światowej, nazywanej wtedy wielką wojną.
Wystawę otworzył 11 sierpnia 1917 roku generał-major Eckhart von Loeben. Jednym z głównych organizatorów wystawy był Niemiecki Czerwony Krzyż (niem. Deutsches Rotes Kreuz). Eksponaty dostarczyło Ministerstwo Wojny (Kriegsministerium), Urząd Marynarki Rzeszy (Reichsmarineamt) i Dowództwo Sił Powietrznych (Chef der Luftstreitkräfte). Przewodniczącym komitetu organizacyjnego i dyrektorem wystawy był Arthur Kronthal. Komitet honorowy tworzyli: generał Fritz von Bock und Polach – dowódca 5. Korpusu Armijnego, Hans von Eisenhart-Rothe – nadprezydent Prowincji Poznańskiej, Ernst von Heyking – starosta krajowy i dr Ernst Wilms – nadburmistrz miasta Poznania. Wystawa bezpośrednio przed tym jak dotarła do Poznania, eksponowana była w Hanowerze.
W zbiorach Biblioteki Uniwersyteckiej w Poznaniu znajduje się seria widokówek dokumentujących to wydarzenie. Prawdopodobnie nie zachowały się katalogi wystawy, spisy eksponatów, czy jakikolwiek ich opis.

## Opis
Na wystawie pokazano ekspozycję prezentującą „Polski Legion”, przekazaną przez generalnego gubernatora warszawskiego generała Hansa Hartwiga von Beselera. Udostępniono zbiór najwyższych orderów i odznaczeń wojskowych, dotychczas nieprezentowanych, ponadto prywatny zbiór wstążek, tzw. Vivatbänder Gustava Gotthilfa Winkela z Königsberga oraz specjalną ekspozycję przygotowaną przez poznańskie Muzeum Hindenburga (Hindenburg-Museum). Podstawową częścią wystawy były inscenizowane sceny:
- na głównej estradzie, najbardziej eksponowanym miejscu wystawy, pokazano scenę z życia obozowego wojska rosyjskiego,
- na terenie ogrodu wyeksponowano francuski pojazd pancerny, drewniane wozy zaopatrzenia i belgijskie działa ciężkie,
- przedstawiono scenę z żołnierzami francuskimi ukazującą manekiny trzech żołnierzy „białych” w płaszczach wojskowych i stalowych hełmach, z brodami i wąsami à la Napoleon III, uzbrojonych w ręczne granaty trzonkowe i moździerz Mortier de 58 mm „Crapouillot” i pozostałych „kolorowych” zajętych gotowaniem,
- pokazano ekspozycję prezentującej pamiątki z bitwy morskiej stoczonej 31 maja i 1 czerwca 1916 przez niemiecką Kaiserliche Marine i brytyjską Royal Navy w pobliżu cieśniny Skagerrak. Zniszczone płyty pancerne, pociski, miny morskie i torpedy z okrętów, których modele wystawiono w oszklonych gablotach,
- w pobliżu wejścia do restauracji ulokowano działa ciężkiej artylerii, rosyjską wyrzutnię torpedową i francuski pojazd opancerzony,
- we wnętrzu sali głównej restauracji, zaadaptowanej na potrzeby wystawy, umiejscowiono dwie torpedy, jedną z wykręconym zapalnikiem i dwa żyrokompasy. Także witryny z modelami okrętów wojennych, reflektor z okrętu liniowego ze zniszczonym zwierciadłem parabolicznym, pustą skorupę kontaktowej miny morskiej. Zawieszono dwupłatowy samolot przypominający konstrukcje Vickers z charakterystycznymi czterołopatowymi śmigłami. Ponadto prezentowano drobniejsze elementy uzbrojenia, amunicji różnego kalibru, manekiny w mundurach i fotografie,
- aleja wejściowa do restauracji „Friedrichspark”, biegnąca od Auguste-Victoria-Straße, stała się tzw. aleją chwały oręża pruskiego. Ustawione przy niej zostały zdobyte rosyjskie, angielskie i francuskie armaty, a także samoloty oraz różnego rodzaju pojazdy wojskowe,
- zaprezentowano scenę z żołnierzami brytyjskimi, gdzie przedstawiono manekiny trzech żołnierzy brytyjskich, w tym jednego z oddziałów szkockich i grupę manekinów czterech żołnierzy armii brytyjskiej składającą się z Sikhów i Ghurków[2].